# ماري ونايت وود
ماري ونايت وود (بالإنجليزية: Mary Knight Wood)‏ هي عازفة بيانو وملحنة أمريكية، ولدت في 7 أبريل 1857 في إيستهامبتون في الولايات المتحدة، وتوفيت في 20 ديسمبر 1944 في فلورنسا في إيطاليا.

## وصلات خارجية
- ماري ونايت وود على موقع ميوزك برينز (الإنجليزية)